# Antoni Nieroba
Antoni Nieroba, né le 17 janvier 1939 à Chorzów (Pologne) et mort dans la même ville le 24 juin 2021, est un footballeur international polonais reconverti entraîneur.

## Biographie

### Joueur (1952-1974)

#### Ruch Chorzów (1952-1972)
Anthony Nieroba commence le football comme milieu de terrain et défenseur dans le club de sa ville natale, le Ruch Chorzów. Il y joue pendant 20 ans, de 1952 à 1972.
Nieroba prend part à 347 matchs de Championnat de Pologne et inscrit 20 buts. Cela le place à la 19e place parmi les joueurs polonais ayant joué le plus de matchs dans ce championnat. Au total, sous les couleurs du Ruch Chorzów, il joue 401 matchs (36 matchs de Coupe de Pologne, 12 matchs en Coupe UEFA et autant en Coupe Intertoto à rajouter à ceux de championnat). Il s'agit du record de matchs joués pour ce club. Durant cette période, il remporte deux fois le championnat polonais en 1960 et 1968.

#### Sélection nationale (1959-1967)
Anthony Nieroba joue 17 fois avec l'équipe de Pologne de football. La première fois le 21 juin 1959, à Wrocław, et la réception d'Israël (7-2). Son dernier match international il le joue le 29 octobre 1967, à Cracovie, où la Pologne reçoit la Roumanie (0-0).

#### La Berrichonne de Châteauroux (1972-1974)
À la fin de sa carrière, il s'installe en France où il est recruté par Gérard Wozniok, français né en Pologne, pour jouer avec La Berrichonne de Châteauroux de 1972 à 1974.

### Entraîneur
De 1980 à 1982, Anthony Nieroba est coach du Rozwój Katowice. En 1983, Nieroba devient l'entraîneur de La Berrichonne de Châteauroux pendant 2 ans 
en collaboration avec Antoni Piechniczek, lui aussi Polonais et ancien joueur du Ruch Chorzów et de Châteauroux avec Nieroba.
En 2001, il prend brièvement la gestion de l'équipe de l'AKS Wyzwolenie Chorzów.

## Palmarès
- Championnat de Pologne (2)
  - Champion en 1960, 1968
  - Vice-champion en 1963 et 1970

- Coupe de Pologne
  - Finaliste en 1963, 1968 et 1970

### Ouvrage
- Dictionnaire des footballeurs étrangers du championnat professionnel français : 1932-1997, Paris, L'Harmattan, Paris, 1998, 319 p. (ISBN 978-2-7384-6608-2, BNF 37026629)